# Solsona
Solsona es un municipio y localidad española de la provincia de Lérida, en la comunidad autónoma de Cataluña. Capital de la comarca del Solsonés, es también cabeza de partido judicial y sede de la diócesis de Solsona. Cuenta con una población de 9480 habitantes (INE 2024). La imagen prerrománica de la Virgen del Claustro, como patrona de Solsona, y las seculares Fiesta Mayor y el Corpus, así como el Carnaval, son algunos de sus principales alicientes.

## Geografía
Limita al norte con el municipio de Lladurs y al este, sureste, sur, suroeste y oeste con el municipio de Olius.

## Historia

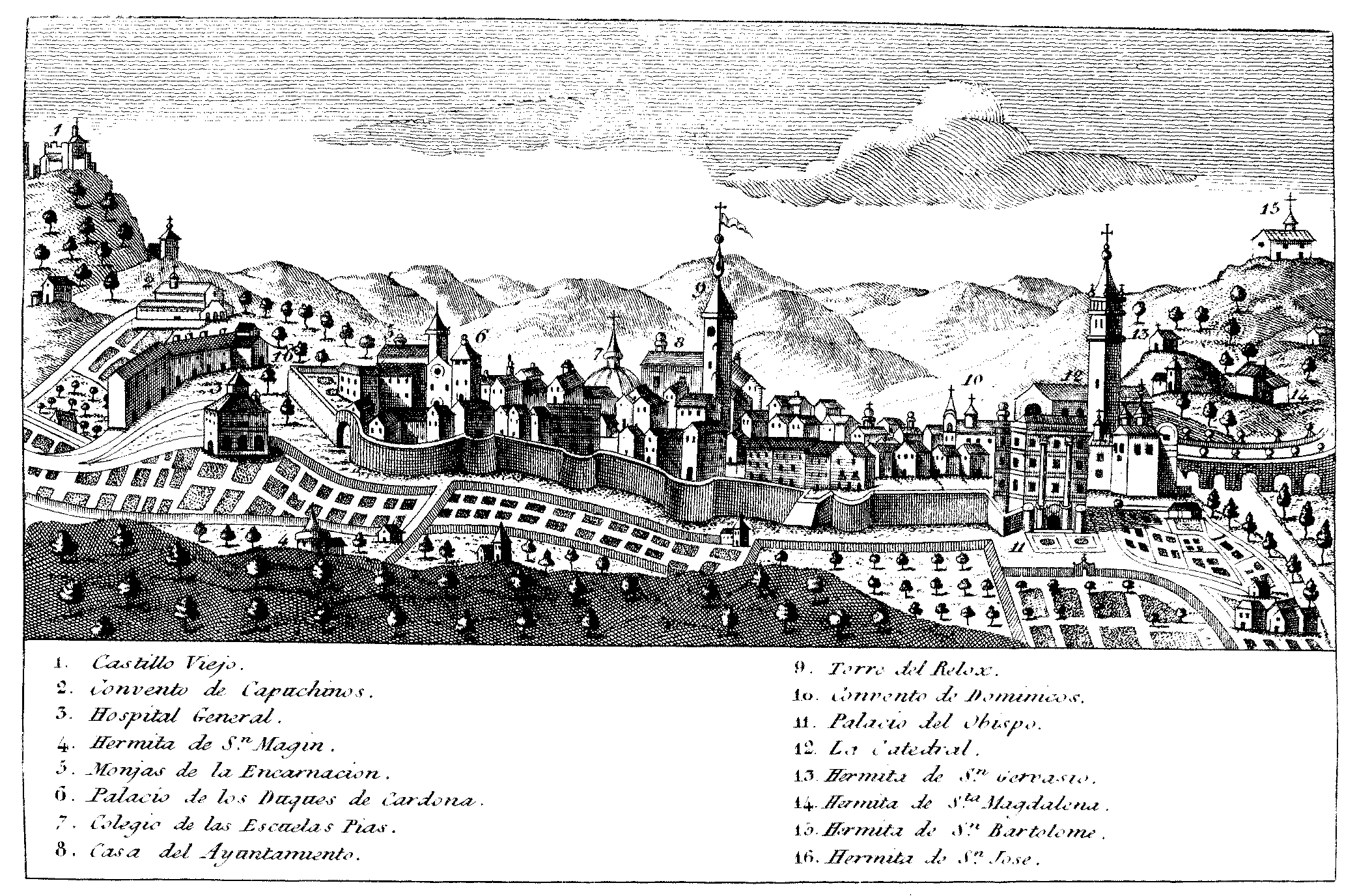
Vista meridional de la ciudad de Solsona en un grabado de la primera mitad del

La Solsona existente en la actualidad se tiene que ubicar hacia el siglo X y apareció en las inmediaciones del castillo y del monasterio, conocida con el nombre de Selisona o Celsona. Le fue concedido el título de ciudad por Felipe II.
Uno de los episodios nacionales de Benito Pérez Galdós, el titulado Un voluntario realista, se desarrolla principalmente en Solsona, en el marco de la guerra de los agraviados.

## Geografía humana

### Demografía
Cuenta con una población de 9480 habitantes (INE 2024).
| Gráfica de evolución demográfica de Solsona entre 1842 y 2021                                                         |
| |
| Población de derecho según los censos de población del INE. Población de hecho según los censos de población del INE. |

| 2304                       | 3280 | 4038 | 5964 | 6267 | 6477 | 8241 | 9343 |
| (Fuente: [cita requerida]) |      |      |      |      |      |      |      |

## Administración y política
| Periodo   | Nombre                                                     | Partido |
| --------- | ---------------------------------------------------------- | ------- |
| 1979-1983 | Ramon Lluma Guitart                                        | CiU     |
| 1983-1987 | Ramon Lluma Guitart                                        | CiU     |
| 1987-1991 | Ramon Lluma Guitart                                        | CiU     |
| 1991-1995 | Ramon Lluma Guitart                                        | CiU     |
| 1995-1999 | Ramon Lluma Guitart                                        | CiU     |
| 1999-2003 | Ramon Lluma Guitart                                        | CiU     |
| 2003-2007 | Jordi Riart Vendrell                                       | CiU     |
| 2007-2011 | Xavier Jounou Bajo (2007-2010) David Rodríguez González    | ERC     |
| 2011-2015 | David Rodríguez González                                   | ERC     |
| 2015-2019 | David Rodríguez González                                   | ERC     |
| 2019-2023 | David Rodríguez González (2019-2021) Judit Gisbert i Ester | ERC     |
| 2023-act. | Judit Gisbert i Ester                                      | ERC     |

## Monumentos y lugares de interés

### Catedral

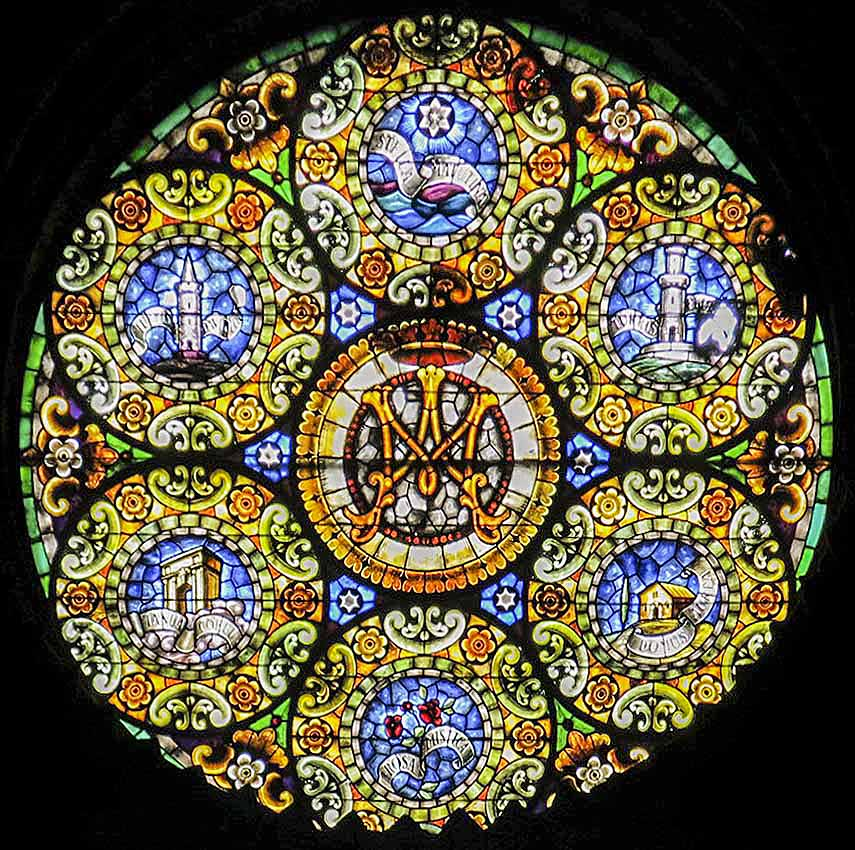
Rosetón de la catedral de Solsona

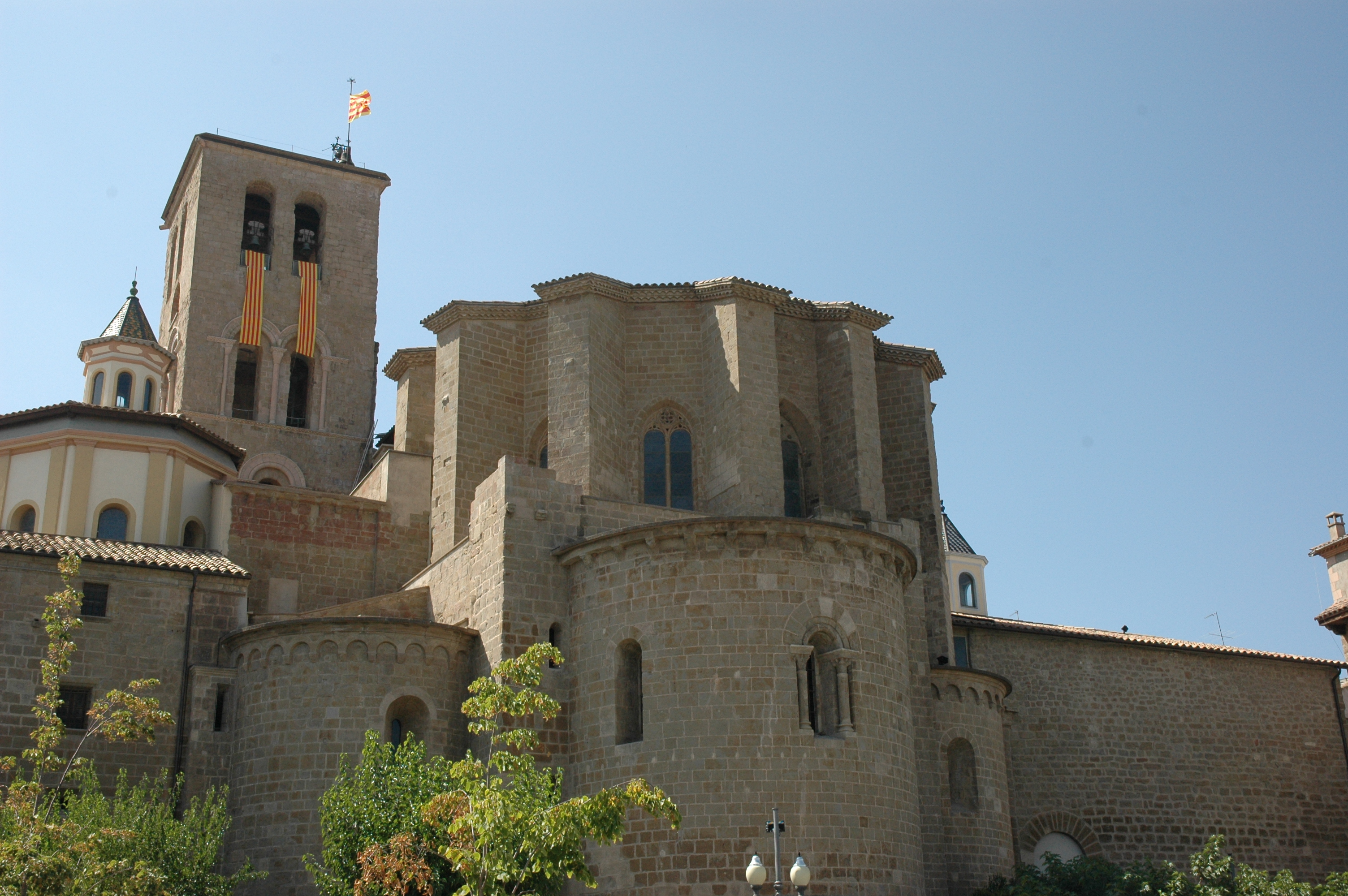
Catedral de Solsona

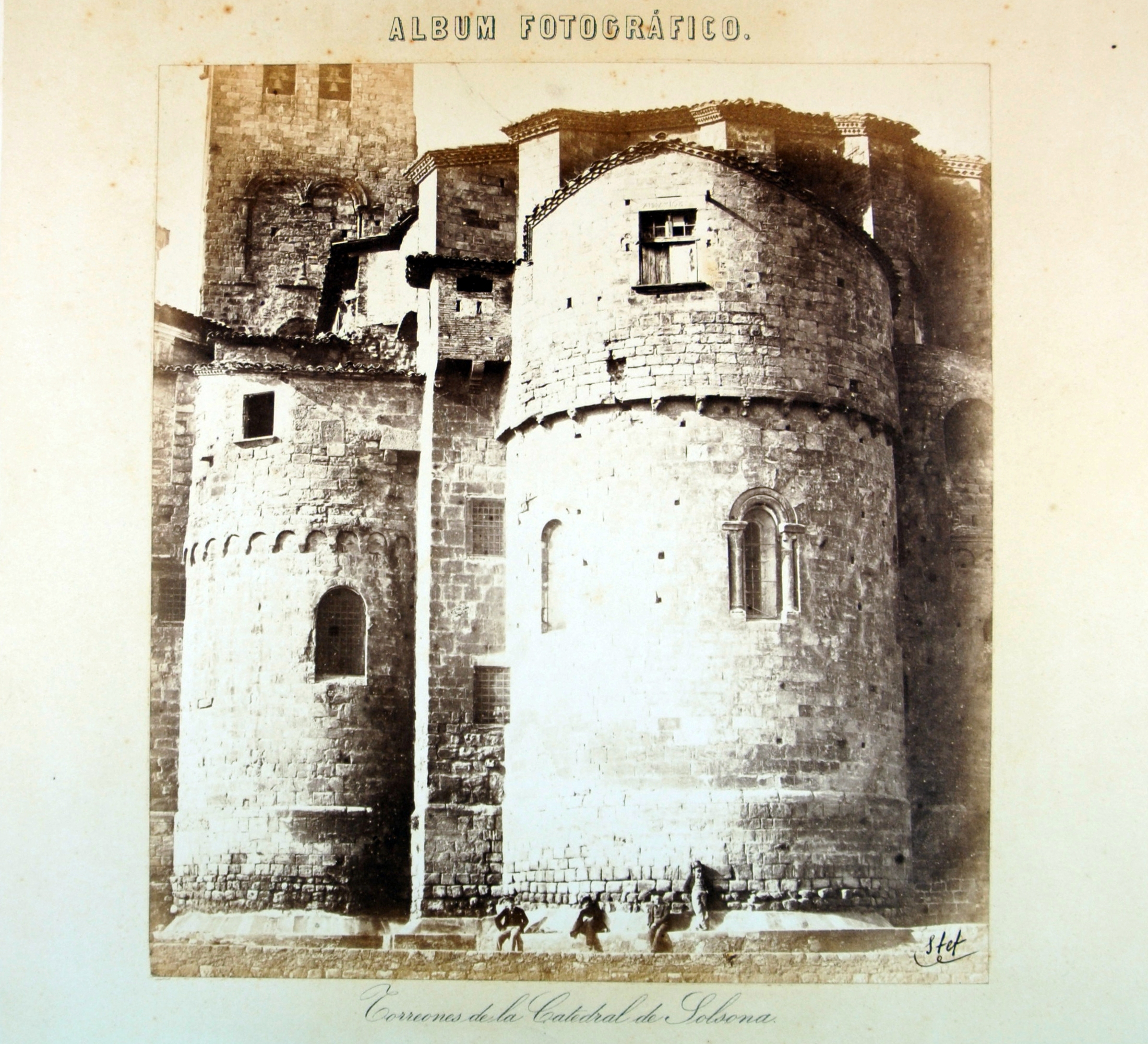
Torres de la catedral

Se conoce la existencia de una primera iglesia prerrománica en el 977. La primera iglesia románica se consagró en el año 1070 y se tiene constancia de que era un templo de reconocido interés en su época. De la misma época se conservan actualmente los tres ábsides, el campanario y algunos elementos del claustro, y también la antigua bodega y el comedor de los canónigos, hoy habilitados para otros fines. La catedral actual es de estilo gótico y se empezó a construir a finales del siglo XIII y se terminó en el siglo XVII. El altar principal está dedicado a la Asunción de María. A la izquierda del transepto se sitúa la antigua parroquia con un altar dedicado al Sagrado Corazón de Jesús. Justo al lado del mismo se sitúa la capilla de la Virgen de las Mercedes, con un importante y destacado retablo barroco obra del escultor catalán Carles Morató. A la derecha del transepto se venera la Virgen del Claustro, una imagen románica de piedra del siglo XII. Es la patrona de la ciudad y se trata de una de las esculturas más importantes del románico catalán. En cuanto a la ornamentación exterior del edificio, destacan también los dos entradas. La principal, del siglo XVII, y la lateral que había sido la entrada inicial en el templo del año 1070 y en el siglo XVIII se sustituyó por una actual, dedicada a San Agustín conservándose algunos elementos de la antigua entrada románica. Es de destacada mención el camarín de la Virgen del Claustro realizado a principios del siglo XX, que sigue una línea novecentísta con algunos elementos del modernismo.

### Portales y murallas de la ciudad
A medida que Solsona iba creciendo se construyeron unas primeras murallas en el siglo XI, que fueron substituidas en el siglo XIV por otras, de las que hoy en día quedan restos dispersos en distintos emplazamientos como es el caso de las tres torres de la zona del Valle Caliente (Av. Virgen del Claustro) donde se puede observar que se han abierto ventanas y terrados en las mismas como integración de la antigua muralla en edificaciones residenciales realizadas al largo del siglo XX. Para acceder al recinto amurallado se abrieron portales que se cerraban al anochecer con puertas de madera y se abrían al empezar el día. En la actualidad se conservan tres portales intactos, el portal de Llobera, el portal del Castillo y el portal del Puente, este último de ornamentación neoclásica. El portal del Puente se terminó en el año 1805, y se convirtió en la principal entrada de la ciudad después de construirse un puente de piedra de doce arcadas a finales del siglo XVIII. En el siglo XVII, en época de peste, se abrió el actual portal de Llobera para que entrasen sólo los que eran naturales de Solsona como medida de protección. Sobre la entrada de dicho portal se construyó al siglo XVIII una capilla, hoy existente, dedicada a santa Ana. El portal del Castillo tiene este nombre debido a que el primer castillo de Solsona se situaba al lado de dicho portal. Los antiguos señores feudales hacían solemnemente su entrada por este lugar, jurando previamente que harían guardar los privilegios y costumbres de Solsona. Hasta el siglo XVIII el portal del castillo era la principal entrada de la ciudad.

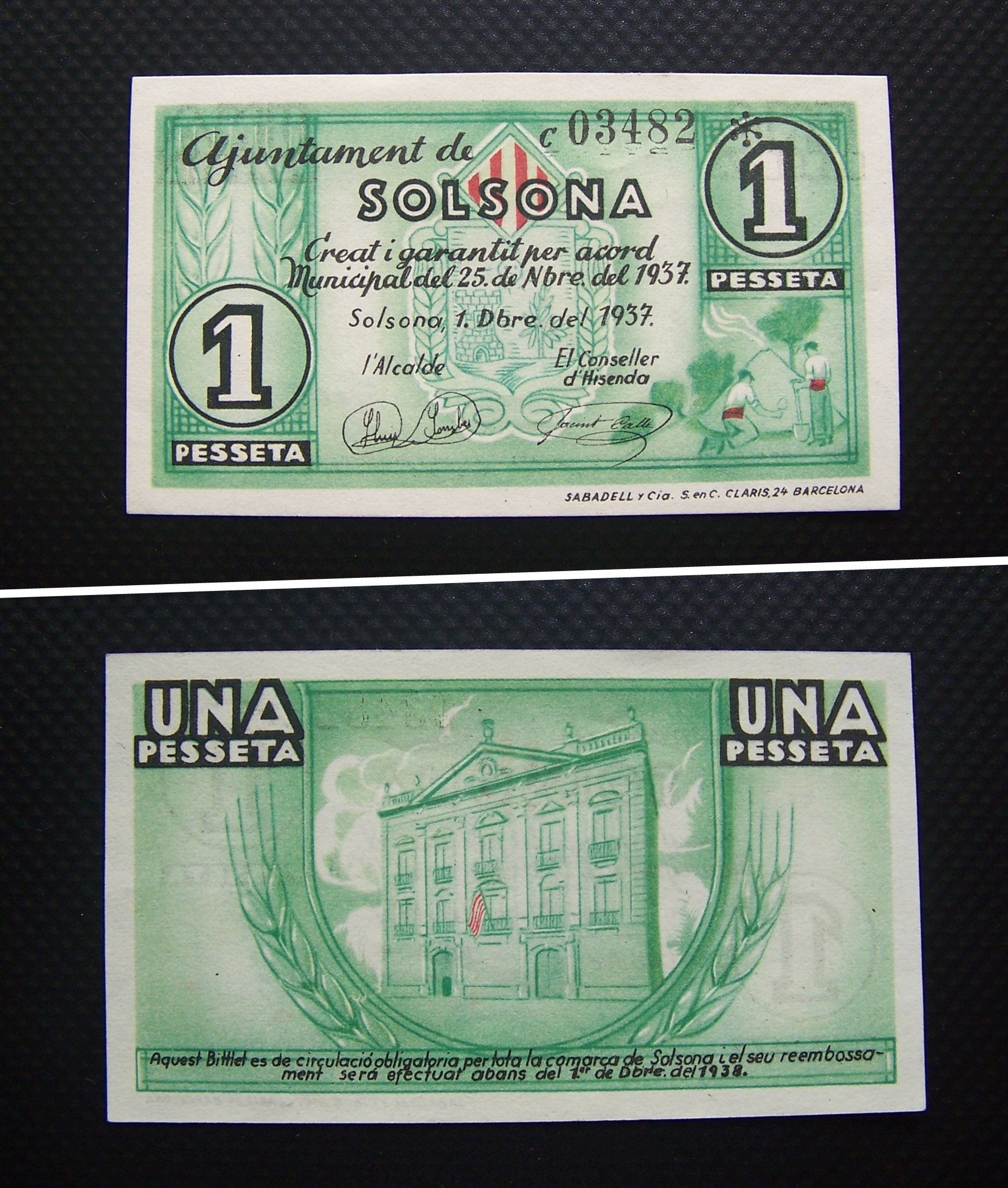
Billete local de la Segunda República emitido en Solsona, 1937.

### Palacio Episcopal y Museo Diocesano y Comarcal de Solsona
El actual Palacio Episcopal se construyó al siglo XVIII por parte del obispo de Solsona, Rafael Lasala, sobre el que fue el antiguo monasterio. Su fachada principal constituye uno de los ejemplos más destacados del neoclásico catalán, junto con la fachada del Palau de la Virreina (Palacio de la Virreina) de Barcelona. Dentro del Palacio Episcopal se encuentra la residencia del obispo de Solsona, los servicios de la Curia Diocesana, el Archivo de la Diócesis, una sala que se utiliza para realizar exposiciones, conferencias o conciertos y también el Museo Diocesano y Comarcal. En este se pueden visitar diferentes salas dedicadas desde la prehistoria hasta al siglo XX, pasando por importantes colecciones de arte románico, gótico, renacentista y barroco.

### La Plaza Mayor
La plaza Mayor es la plaza principal de la ciudad. Se trata de una plaza caracterizada por los porches de las casas que hay. En la misma las principales calles de la ciudad se encuentran: la calle del Castillo, la calle de Llobera y la calle de San Miguel. Es el punto donde se realizan los actos más destacados de las fiestas más importantes celebradas en Solsona: La Fiesta Mayor y el Corpus y el Carnaval, así como otros acontecimientos como ferias y el mercado semanal de los martes y viernes. De los edificios de la plaza, destaca el de casa Aguilar, que fue en su tiempo una casa señorial de sucesivas dinastías de mercaderes y nobles.

### Torre de las Horas
Situada en el medio de la calle del Castillo, está fechada antes de 1500 y tenía inicialmente dos campanas, una para tocar a fuego, a somatén y que anunciaba la hora de reunión del Consejo que gobernaba la ciudad, mientras que la otra se utilizaba como reloj. Actualmente sirve de reloj, pero destaca el papel que toma durante el Carnaval, donde se cuelga, durante la semana que se festeja, un asno de cartón en un acto que se denomina la colgada del asno. Esta costumbre recuerda una leyenda que dio el mal nombre de mata-asnos a la gente de Solsona.

### Plaza de San Juan
Si la plaza Mayor resulta ser la plaza principal de la ciudad, la plaza de San Juan es la plaza más emblemática. En ésta se encuentra una bella fuente, del siglo XV, que era la antigua fuente principal de Solsona. Antiguamente en este lugar se producían las ejecuciones y los ahorcamientos. Por eso en el siglo XVIII se levantó sobre la fuente un templete donde se ubicó una capilla dedicada a San Juan Bautista, santo que fue decapitado según cuenta su historia. En la plaza se encuentra una placa con un poema dedicado a la misma titulado “Récord de Solsona” escrito por José María de Sagarra, conocido escritor catalán que pasaba temporadas en una casa de la plaza. Destacan los edificios de la misma, que en su tiempo albergaban importantes casas solariegas de las más importantes familias de Solsona.

### La Casa de la Ciudad
La Casa de la Ciudad, Casa de la Ciutat, es el edificio que alberga la sede del Ayuntamiento de Solsona y su entrada y fachada principal se encuentra en la calle del Castillo. El edificio es una construcción de principios del siglo XVI, de un estilo que transita entre el gótico y el renacimiento. Era una antigua casa de mercaderes. En su interior se albergan diferentes equipamientos municipales como la Oficina de Atención al Ciudadano, los Servicios Técnicos, de Servicios Sociales, etc. También es el lugar donde reside la alcaldía y el Pleno Municipal. En la fachada se encuentra un escudo perteneciente a la familia del mercader de la casa original y otro, posterior, que resulta ser el escudo de la ciudad.

### El Palacio Llobera
Francisca de Llobera, hija de mercaderes, en su testamento del año 1411 dejó su legado para la construcción de un hospital para pobres, el actual Palacio Llobera. El edificio cambió de uso pasando por ser un hospital, un colegio de dominicos, una universidad literaria, un seminario, una escuela parroquial y en la actualidad es la sede del Consejo Comarcal del Solsonès. Destaca su fachada y su pequeño claustro, elementos que recuerdan la antigüedad del edificio.

### Otros puntos de interés de la ciudad
Destacan otros puntos de interés como es el caso de las otras fuentes más características de la ciudad en la plaza de la Catedral y la plaza de San Isidro, el Hotel San Roque, un renovado hotel de construcción modernista, la plaza del Campo y el passeo a partir de los cuales la antigua ciudad se extendió, y a las afueras destaca el Parque de la Virgen de la Fuente, donde uno se siente envuelto por la naturaleza a escasos kilómetros de Solsona.

## Cultura

### Fiestas
Solsona destaca por las variadas fiestas que celebra durante el año y en especial por el carácter folclórico y tradicional que toman sus celebraciones:
La más importante de las fiestas es la Festa Mayor, una celebración que se inició a partir del siglo XVIII, pero con unos orígenes aún más antiguos. Se celebra del 7 al 11 de septiembre, siendo los tres primeros días los más importantes y destacados.
Solsona también celebra el Corpus Christi, teniendo una estructura muy similar a la de la Festa Mayor, pues el folclore que participa en la Festa Mayor, surgió inicialmente en esta festividad.
Desde los años 1970, la celebración que ha tomado mucha fuerza y que reúne cada año miles de asistentes es el Carnaval de Solsona que se celebra normalmente en febrero. Su carácter parodiador y su estilo propio y original lo hacen ser uno de los mejores Carnavales que existen. Por San Isidro, en mayo, se celebra la Feria de San Isidro. Se trata de una feria organizada en fin de semana y que se dedica al sector agrícola y ganadero, siendo un importante atractivo para la ciudad.
Otra de las características festividades es la de la Pascua de Resurrección donde por las calles de Solsona diferentes grupos salen a cantar las tradicionales caramellas siendo acompañadas por danzas y por los trabucaires.
Finalmente cabe también mencionar la celebración de otros eventos como las Tres Tumbas por San Antonio, o bien el encuentro de gigantes dedicado a los niños que tiene lugar el 16 de agosto, o las celebraciones navideñas que comportan la representación teatral de los Pastorcillos.